# GAMESS (美国版)
GAMESS (美国版) 是一个常用的计算化学软件，其全名为通用原子分子电子结构系统（General Atomic and Molecular Electronic Structure System）。作为美国国家化学计算资源（NRCC，National Resources for Computations in Chemistry）项目的一部分，GAMESS的代码于1977年10月1日开始编写。1981年，源码分裂为两个分支，即美国版与英国版。时至今日，两个版本之间已经有很大差异。 其中美国版的源代码由美国爱荷华大学的Gordon研究组（页面存档备份，存于）维护。 GAMESS美国版的源码是免费的，但由于软件许可证方面的限制，GAMESS 并非开源软件。